# Bomolocha basistrigalis
Bomolocha basistrigalis là một loài bướm đêm trong họ Noctuidae.